# Dani Moreno (El Gallo)
Dani Moreno, (Badalona, Barcelona, 13 de abril de 1972), más conocido como “El Gallo de los 40”, es un artista musical y locutor de radio español. 
Comenzó su carrera profesional en distintas emisoras municipales de Barcelona. En 1996 gana el Premio Nacional de DJ organizado por Los 40 Principales.
En 2011 gana el Premio Ondas al mejor programa radiofónico con El Gallo Máximo. Este programa posee un recopilatorio propio que fue número uno en ventas de álbumes en España durante cuatro semanas consecutivas: El Gallo Máximo Compilation. 
Desde 2014 es presentador junto a Cristina Boscá del programa de radio de Los 40, Anda ya. Morning show número uno en España desde 2014.
En 2022 recibe el premio a Mejor Comunicador en los Premios Chicote en la gala organizada por Museo Chicote.